# Богородське сільське поселення (Ульчський район)
Богоро́дське сільське поселення (рос. Богородское сельское поселение) — сільське поселення у складі Ульчського району Хабаровського краю Росії.
Адміністративний центр та єдиний населений пункт — село Богородське.

## Населення
Населення сільського поселення становить 3292 особи (2019; 3900 у 2010, 4232 у 2002).